# Rémeling
 Rémeling  es una población y comuna francesa, en la región de Lorena, departamento de Mosela, en el distrito de Thionville-Est y cantón de Sierck-les-Bains.

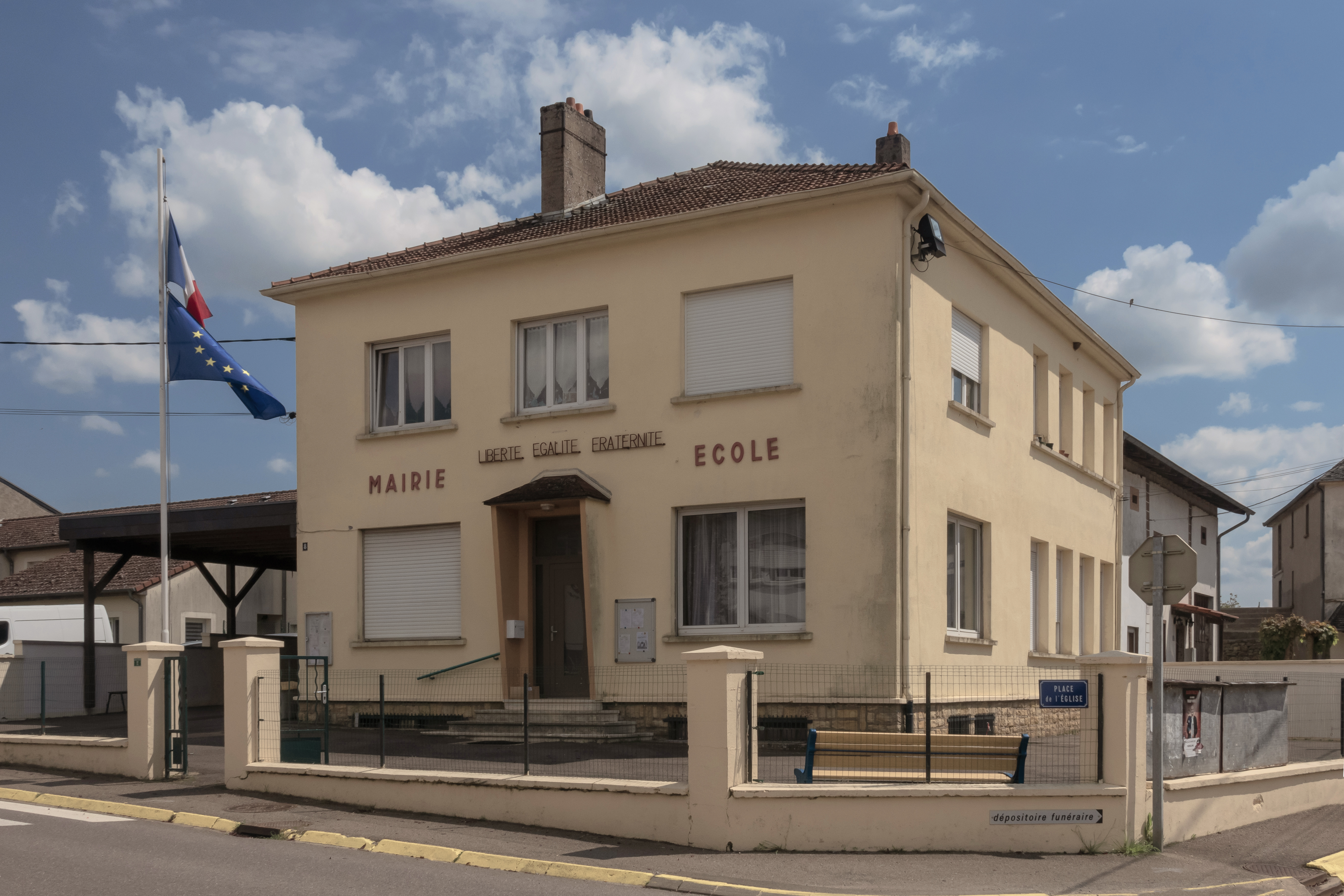
Remeling, el ayuntamiento y la escuela

## Demografía
| 281 | 272 | 271 | 269 | 269 | 260 |
| Para los censos de 1962 a 1999 la población legal corresponde a la población sin duplicidades (Fuente: INSEE [Consultar]) |     |     |     |     |     |